# Matalasaari (ö i Norra Österbotten, Koillismaa, lat 65,64, long 29,72)
Matalasaari är en ö i Finland. Den ligger i sjön Laattaja och i kommunen Kuusamo i den ekonomiska regionen  Koillismaa ekonomiska region  och landskapet Norra Österbotten, i den nordöstra delen av landet, 600 km norr om huvudstaden Helsingfors. Öns area är 1 hektar och dess största längd är 160 meter i nord-sydlig riktning.